# Waverveen
Waverveen – mała wioska w holenderskiej prowincji Utrecht. Znajduje się w gminie De Ronde Venen, 3 kilometry na zachód od Vinkeveen.
Waverveen było oddzielną gminą do 1841, kiedy to połączyło się z Vinkeveen, tworząc gminę Vinkeveen i Waverveen. Do 1 października 1819 Waverveen należało do Holandii.

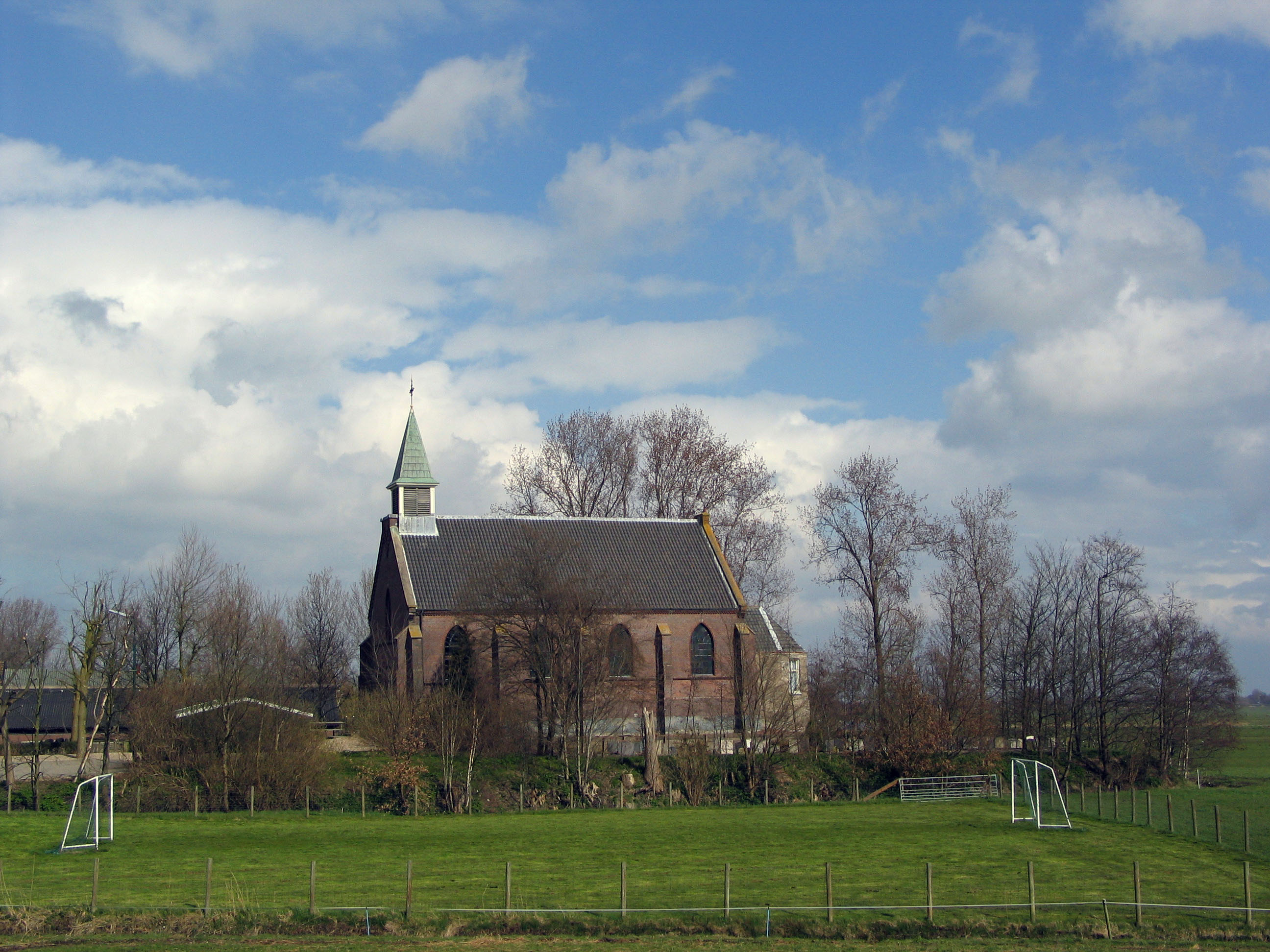
Waverveen, kościół
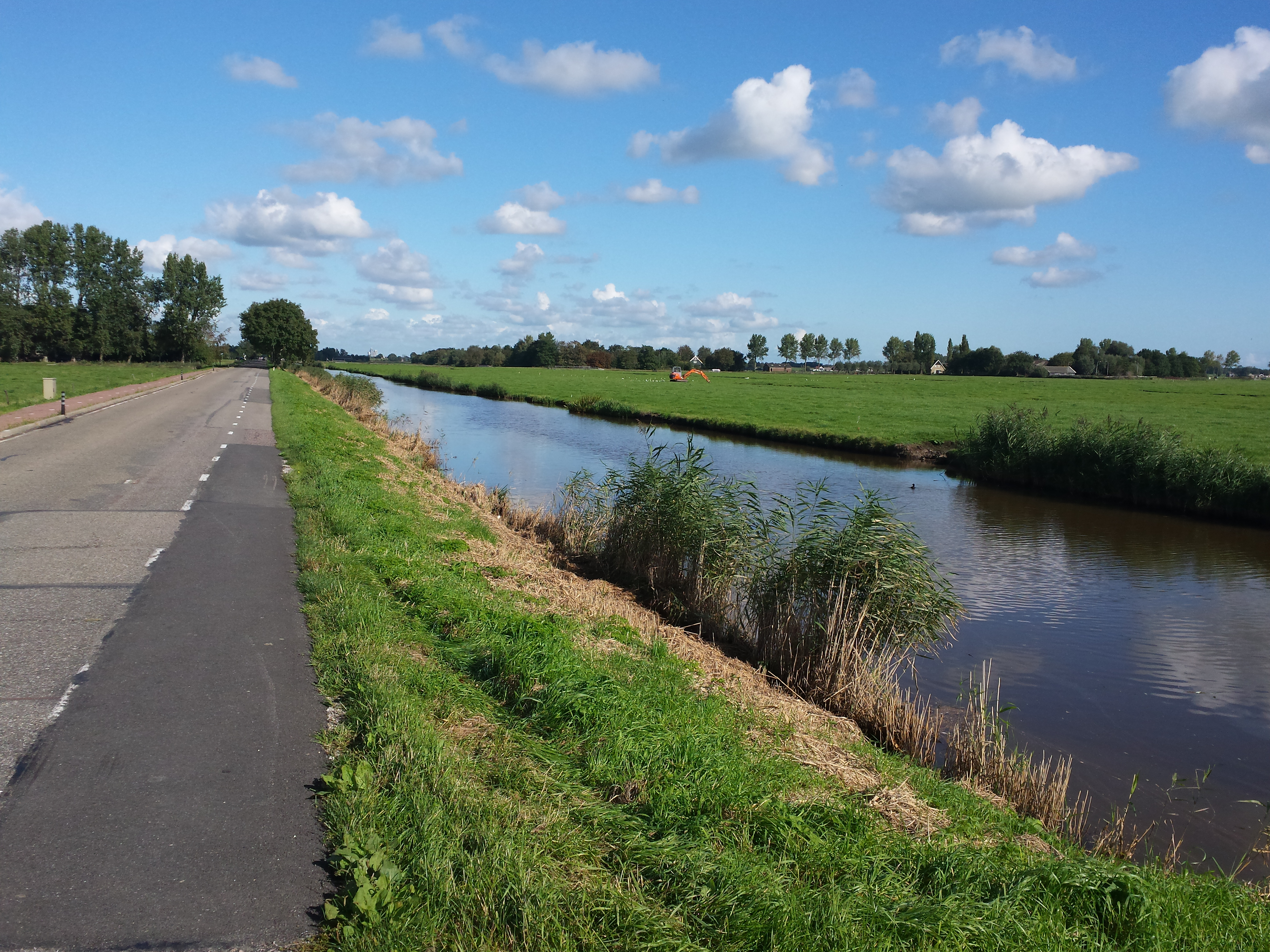
Waverveen, Holandia
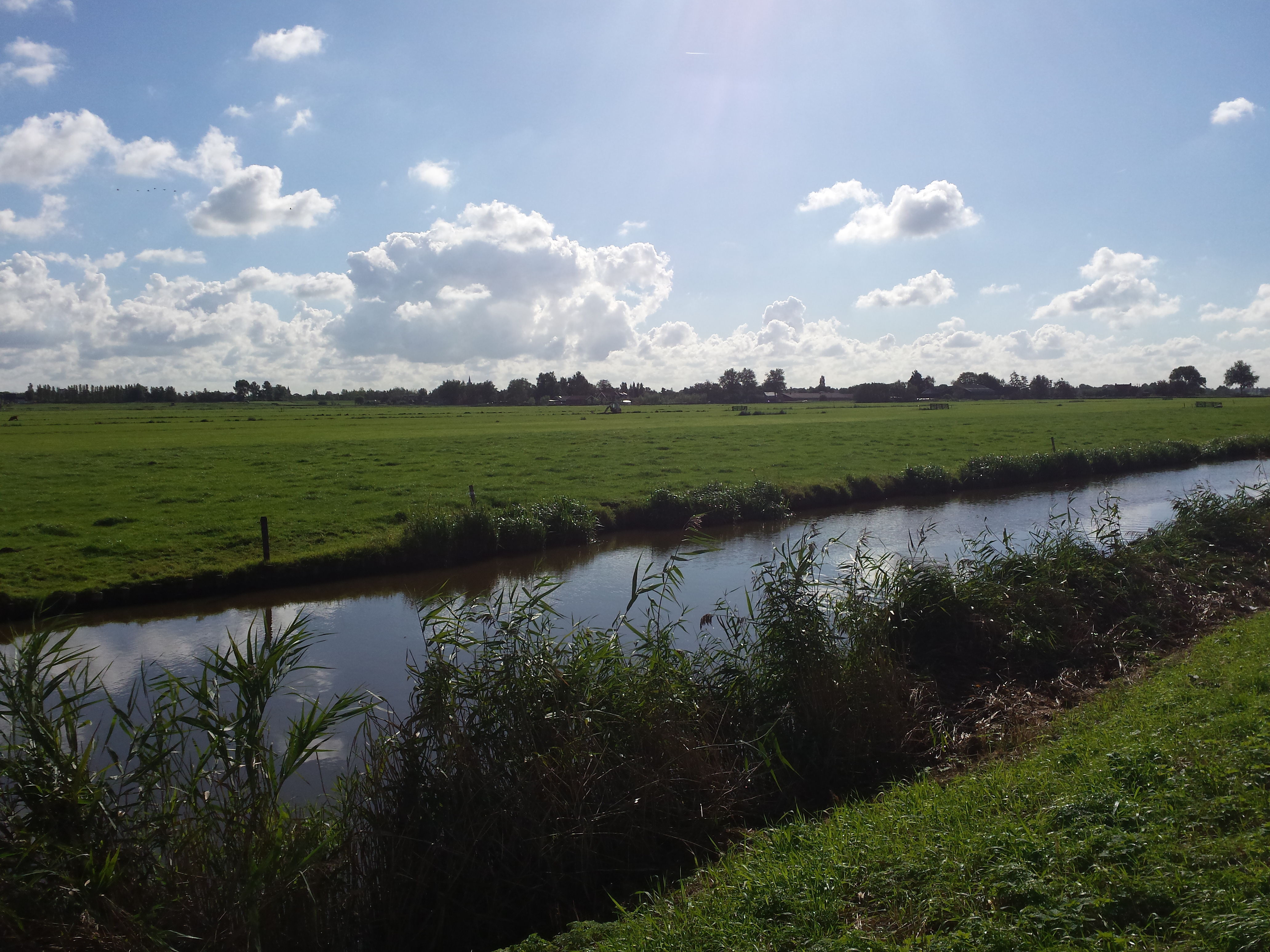
Waverveen, panorama wsi

## Położenie
Waverveen znajduje się w północno-zachodniej części prowincji Utrecht, między Vinkeveen i Mijdrecht, około dziesięciu kilometrów na południe od Amsterdamu. Miejscowość leży w części południowo-zachodniej od jeziora Vinkeveense Plassen i przechodzi przez Hoofdtocht.